# Museu de Belles Arts de Múrcia
El Museu de Belles arts de Múrcia (MUBAM) és una institució museística de la ciutat de Múrcia, (Regió de Múrcia, Espanya), l'origen de la qual se situa en 1864, quan es va crear el Museu Provincial per instància de la Comissió Provincial de Monuments. El 1953 va ser traslladada la secció d'arqueologia a l'actual Museu Arqueològic de Múrcia, donant lloc al Museu de Belles arts actual, en quedar integrades en aquesta institució les col·leccions pictòriques i escultòriques.

## Història

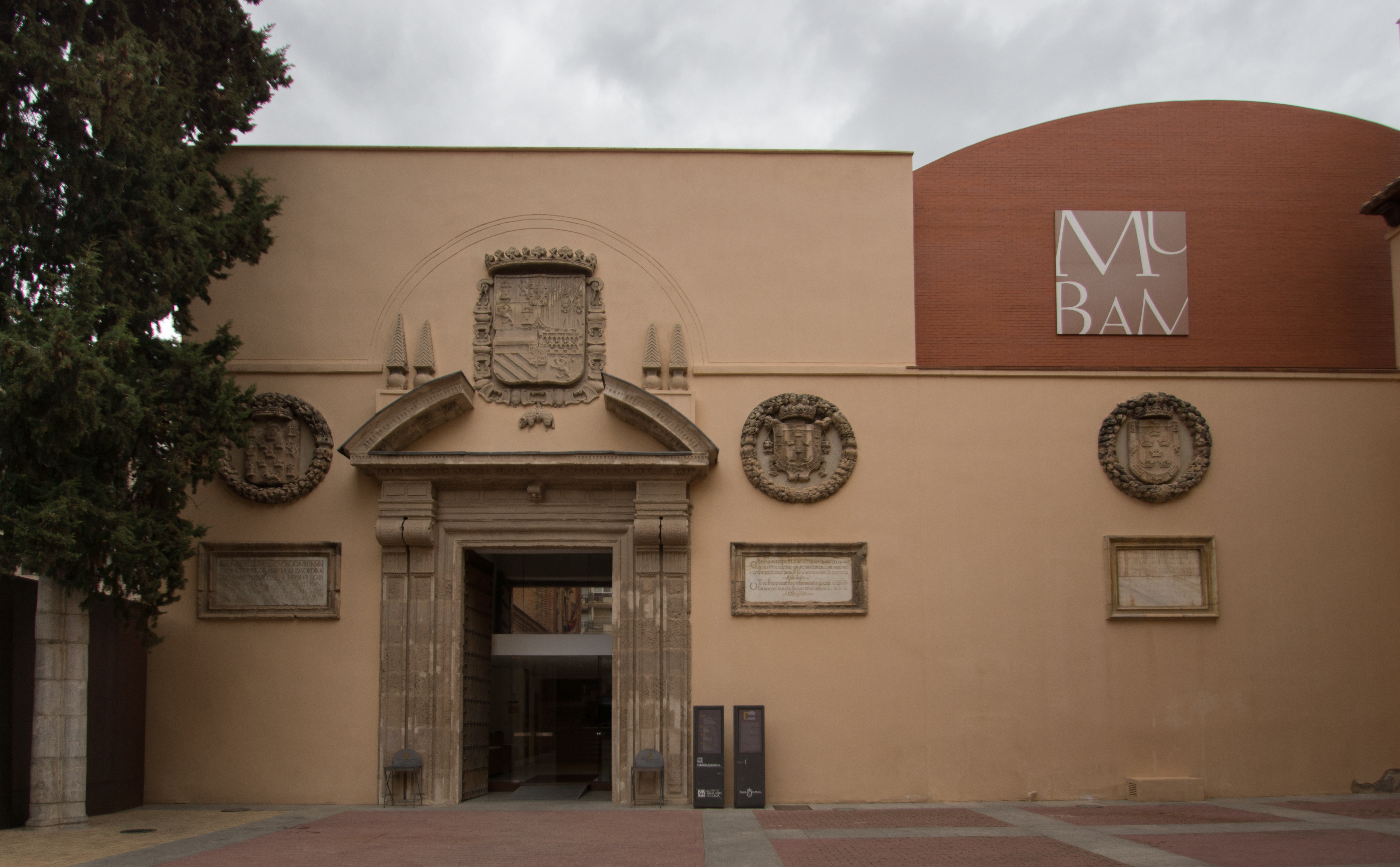
Entrada al Pavelló Contrast del Museu, amb les portades de l'antic edifici del Contrast de la Seda.

En un primer moment, el Museu Provincial creat en 1864 es va situar al saló de Llevant del Teatre dels Infants (actual Teatre Romea) però, a causa de les necessitats d'ampliació i millora de les instal·lacions, les col·leccions van acabar traslladant-se al saló principal del desaparegut palau del Contrast de la Seda, situat en la plaça de Santa Catalina. Espai que aviat va resultar insuficient. A la fi del segle xix es va fer patent la necessitat de dotar a la institució d'un edifici propi.
D'aquesta manera, entre 1903 i 1905, l'arquitecte Pedro Cerdán va iniciar la construcció del museu actual a l'antic solar del Convent de la Trinitat, exclaustrat a conseqüència de la desamortització de Mendizábal, del qual l'autor va reutilitzar alguns elements arquitectònics (com les columnes de marbre blanc de l'antic claustre o l'escala de fusta del convent). Aquest es va inaugurar en 1910, incorporant-se anys més tard les dues grans façanes barroques del palau del Contrast de la Seda (la seva antiga seu), després de la seva demolició en la dècada de 1930.
El 1953, després del trasllat de les col·leccions arqueològiques a l'anomenada Casa de la Cultura (actual Museu Arqueològic de Múrcia), el Museu Provincial va passar a ser el Museu de Belles arts de Múrcia.
En la dècada dels 70, l'edifici es va ampliar i va reformar, gràcies al projecte de Pedro Sanmartín Moro, dotant-lo de renovats plantejaments museogràfics.
Després de la darrera remodelació, duta a terme entre els anys 2000 i 2005, l'avui anomenat MUBAM compta amb una infraestructura i condicionament tècnic afí a la museografia del segle XXI, comptant amb dos pavellons, l'edifici històric anomenat Pavelló Cerdán (on es troben les col·leccions), i el Pavelló Contrast (on es localitzen les oficines, sala d'actes i sala d'exposicions temporals).

## Col·leccions del museu

### Planta primera
La planta primera alberga les col·leccions renaixentistes (segle XVI), amb pintures d'Hernando dels Plans, Maestro de Santiago i altres autors anònims de temàtica religiosa. També s'exposen diversos autors barrocs murcians (segle XVII), com Pedro de Orrente, Nicolás de Villacis, Mateo Gilarte, José Mateos Ferrer i Senén Vila. Aquesta planta també alberga l'escultura de San Francisco de Borja de Nicolás de Bussy.

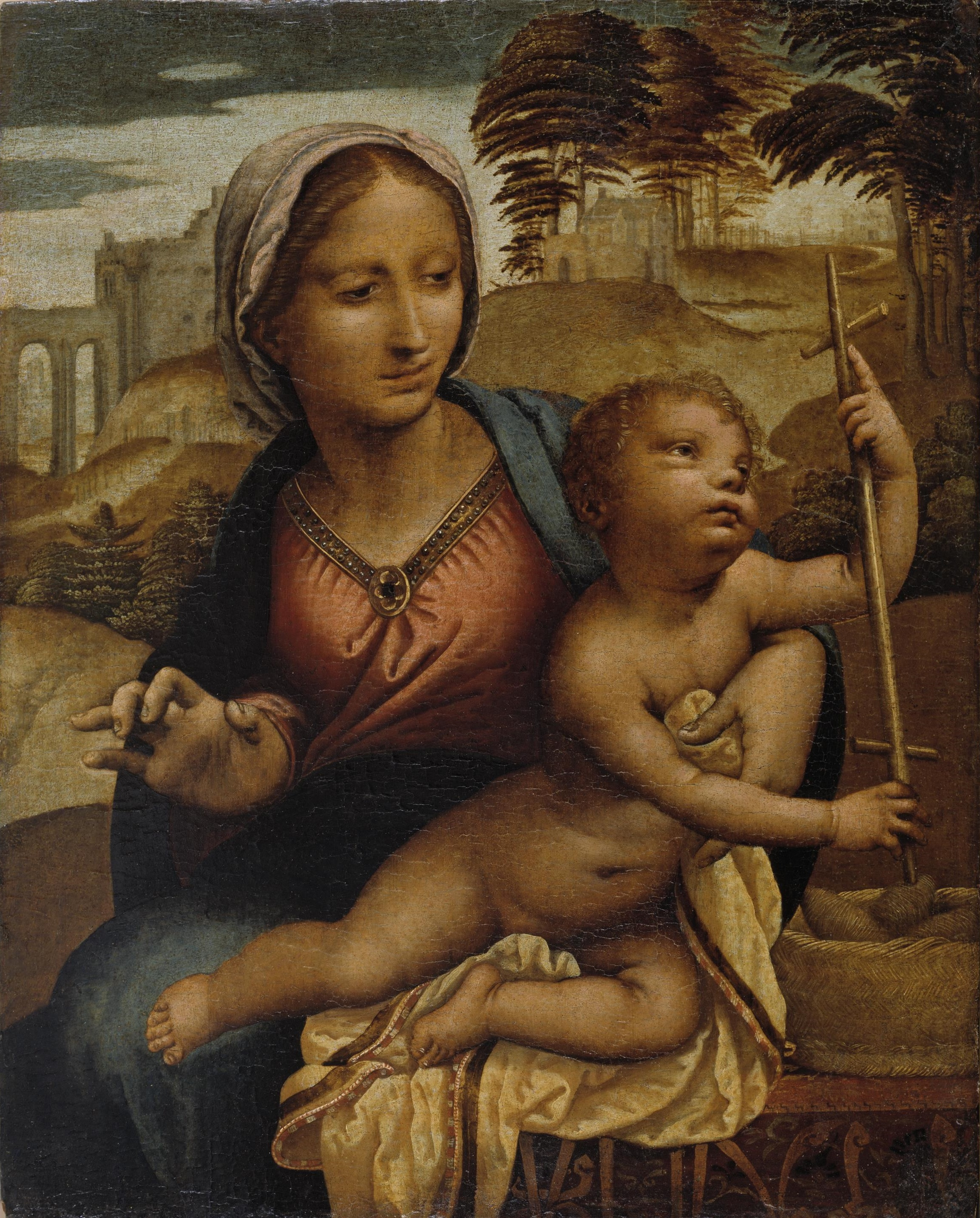
La Verge del fus, de Fernando de Plans
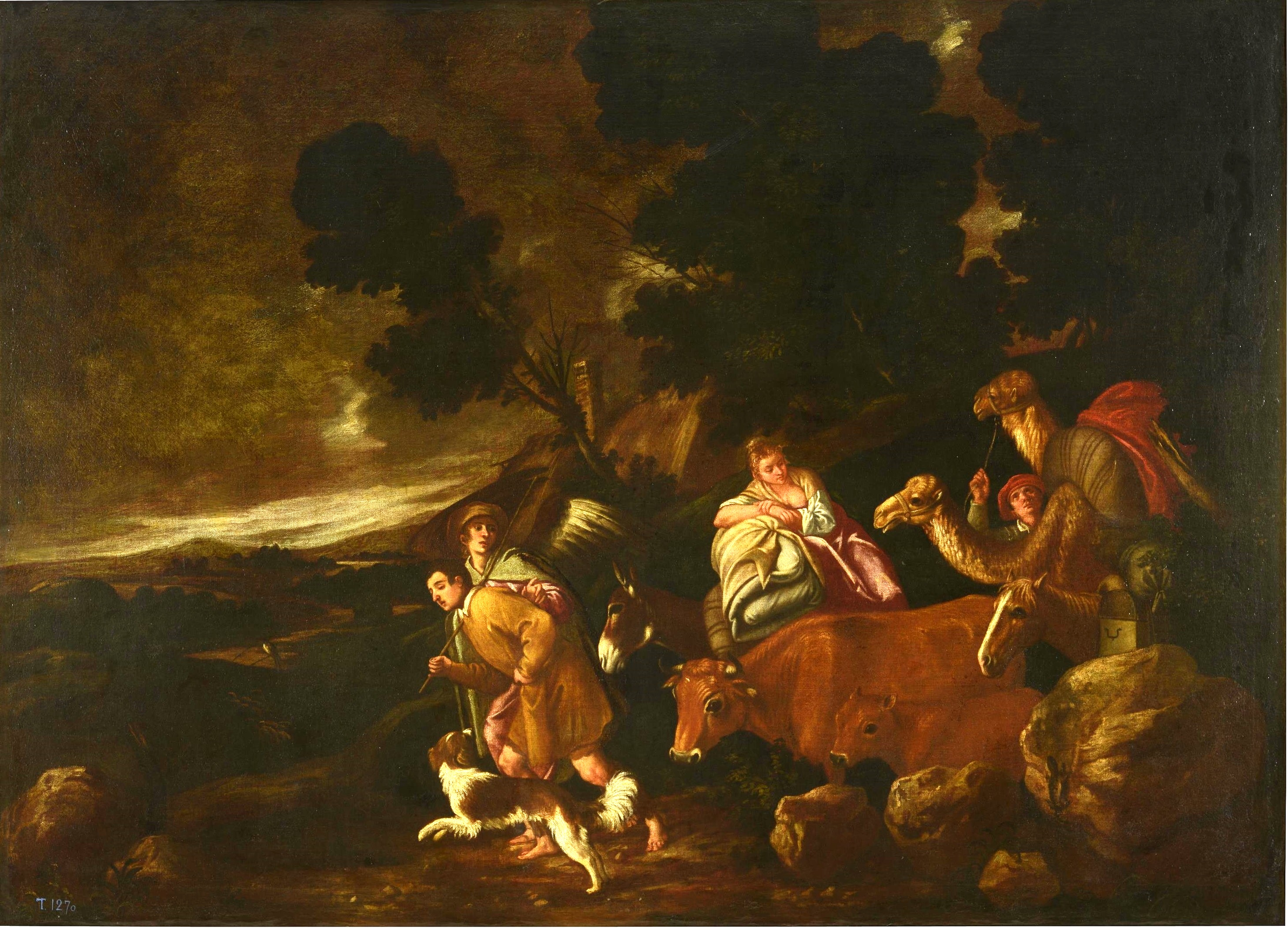
Viatge de Tobías i Sara, de Pedro Orrente
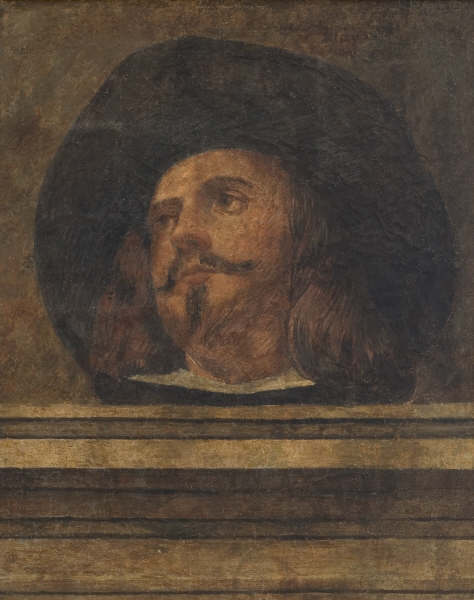
Frescos de Nicolás de Villacis

### Planta segona
En la segona planta s'exhibeixen obres de pintors espanyols i italians del segle xvii, amb quadres de Zurbarán, Ribera, Murillo, Valdés Leal i Bartolomeo Cavarozzi. També es localitza aquí la col·lecció de pintors murcians del segle xviii, com Juan Ruiz Melgarejo, Lorenzo Vila, Ginés Andrés d'Aguirre i Joaquín Campos.

En aquesta planta es troba el denominat Gabinet, amb plans de l'Horta de Múrcia, ceràmica del segle xviii, antics utensilis utilitzats en l'època i gravats de Piranesi. De la mateixa forma que també s'exposen retrats dels reis Felip V, Carles III i de les seves respectives esposes així com obres de l'escola salzillesca.

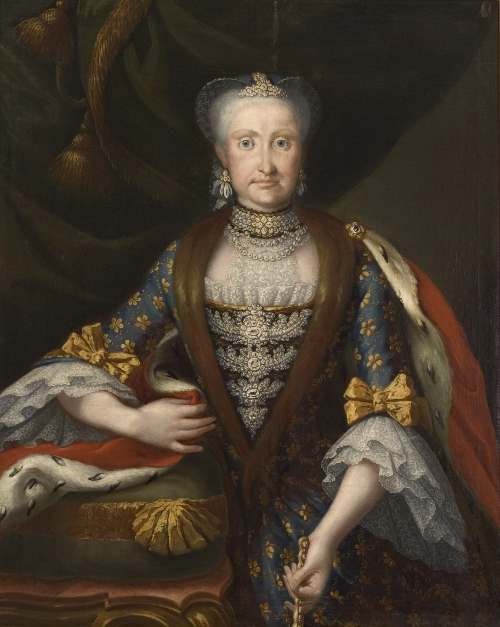
Retrat de María Amalia de Saxònia, de Joaquín Inza
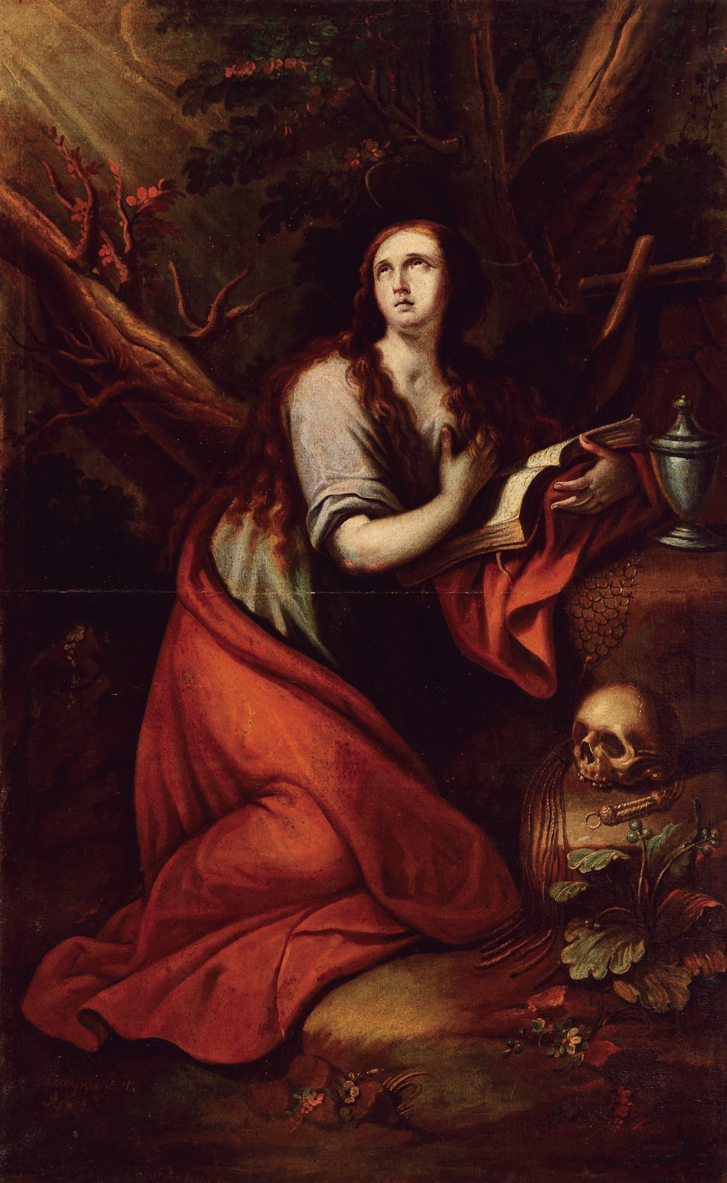
Magdalena penitent, de Joaquín Campos

### Planta tercera
A la tercera planta trobarem obres del segle xix, des dels romàntics Rafael Tegeo, Hernández Amores, Martínez Pozo, Obdulio Miralles, etc., a obres de temàtica costumista o regionalista de Gil Montejano, José María Sobejano López i Inocencio Medina Vera. La temàtica animalística està representada a través de les obres d'Alejandro Séiquer, i la floral per Pedro Sánchez Picazo. També s'exposen els esbossos per al sostre del Teatre Romea.

Entre els autors nacionals, aquesta planta disposa de quadres d'Esquivel, Madrazo, Eduardo Rosales, Carlos de Haes, Muñoz Degrain, Sorolla i Romero de Torres entre d'altres.

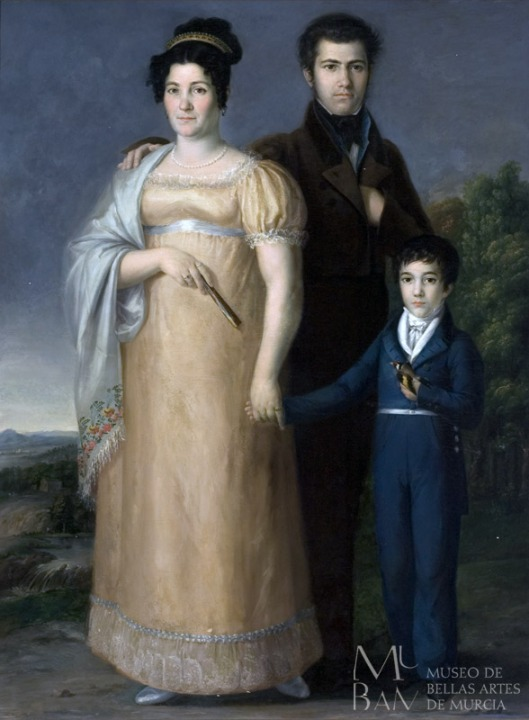
Retrat de la família Benítez Bragaña, de Rafael Tegeo
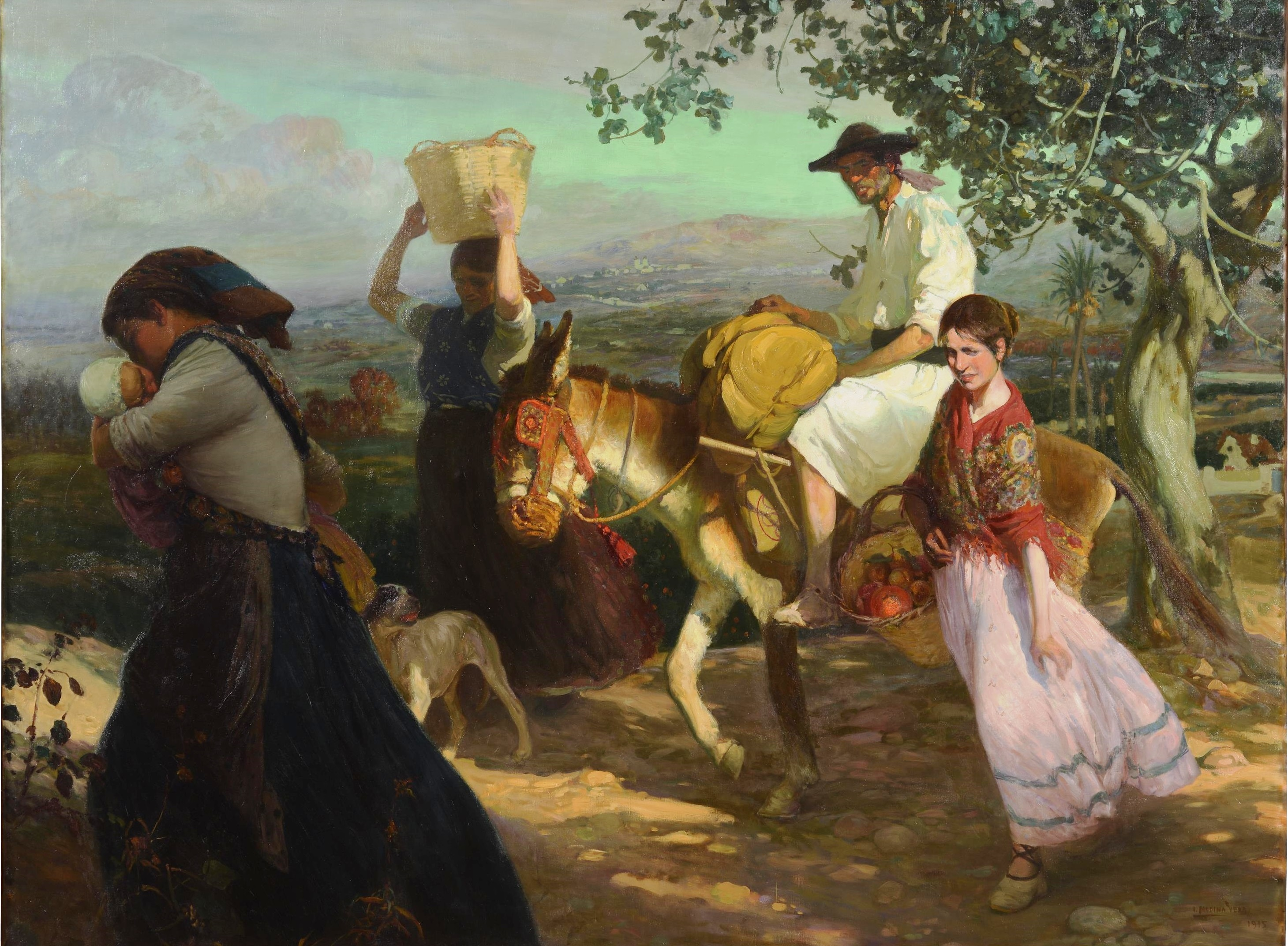
Un dia més, d'Inocencio Medina Vera
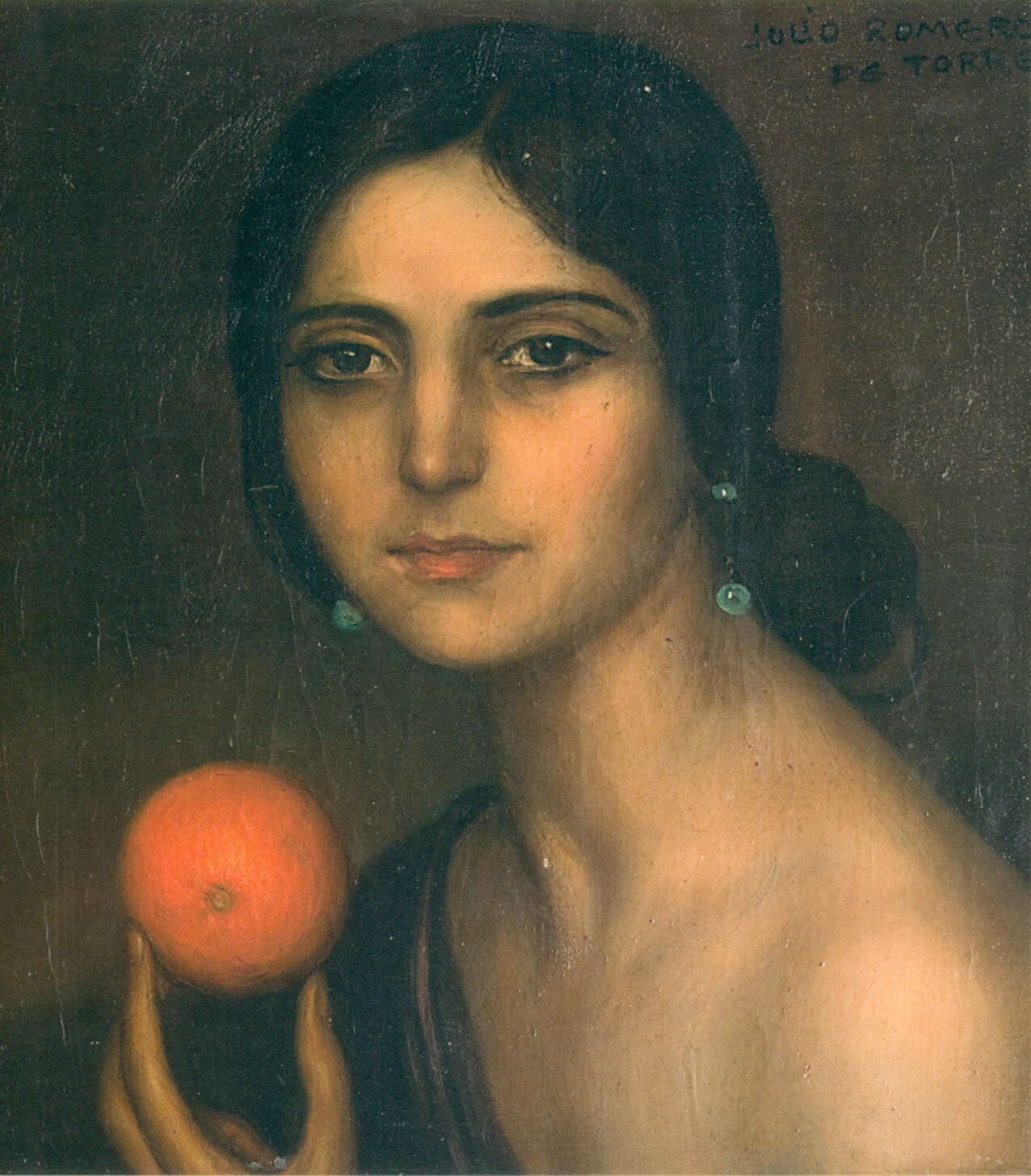
Gitana de la taronja, de Julio Romero de Torres